# تاتنهیل
تاتنهیل (به انگلیسی: Tottenhill) یک روستا و محله مدنی در بریتانیا است که در نورفک واقع شده‌است. تاتنهیل ۵٫۹۰ کیلومتر مربع مساحت و ۲۱۹ نفر جمعیت دارد.